# Mortal Kombat 3
Mortal Kombat 3 ist der 1995 veröffentlichte dritte Ableger der Mortal-Kombat-Reihe, die vor allem durch die extreme Darstellung von Gewalt weltweit bekannt wurde. Ursprünglich als ein Arcade-Spiel veröffentlicht, wurde der Titel auch für diverse Heimkonsolen portiert, wie zum Beispiel Sega Mega Drive, Super Nintendo Entertainment System, Game Boy, Sega Saturn und PlayStation.
Das Spiel erhielt erweiterte Versionen mit Ultimate Mortal Kombat 3, eine Revision, die mehr Charaktere sowie diverse Gameplay-Änderungen und Bugfixes mit sich brachte und ein halbes Jahr später auf dem Markt kam und dem 1997 erschienenen Mortal Kombat Trilogy, das auch eine Nintendo-64-Portierung erhielt. Letzteres umfasst sämtliche Charaktere, die bis dahin existierten, sowie alle Level aus Mortal Kombat II und einige, leicht modifizierte Stages aus Mortal Kombat.

## Charaktere
| Spielbar - Liu Kang - Kung Lao - Smoke - Sub Zero - Shang Tsung - Jax - Kano - Cyrax - Kabal - Nightwolf - Sektor - Sindel - Sheeva - Stryker | Weitere - Motaro - Shao Kahn - Noob Saibot |

## Handlung
Shao Kahn, der im vorigen Spiel im Turnier der Außenwelt gegen Liu Kang verloren hat, ist der ständigen Niederlagen in Turnierkämpfen überdrüssig und schmiedet einen 10.000 Jahre alten Plan. Er würde seine Schattenpriester, angeführt von Shang Tsung, seine frühere Königin Sindel wiederbeleben lassen, die bereits in jungen Jahren gestorben war. Allerdings sollte sie nicht in der Außenwelt, sondern im Erdreich wiederbelebt werden. Dies würde es Shao Kahn ermöglichen, die Grenzlinien zu überschreiten und seine Königin zurückzufordern. Als Sindel im Erdreich wiedergeboren wird, durchquert Shao Kahn die Dimensionen, um sie zurückzufordern, und so wird das Erdreich allmählich zu einem Teil der Außenwelt, wodurch Milliarden von Menschen ihrer Seelen beraubt werden. Nur einige wenige werden verschont und von Raiden beschützt. Er sagt ihnen, dass Shao Kahn aufgehalten werden muss, aber er kann nicht eingreifen; aufgrund seines Status hat er keine Macht in der Außenwelt, und der Erdthralmus ist teilweise mit der Außenwelt verschmolzen. Shao Kahn hat Vernichtungstrupps losgeschickt, um alle Überlebenden von Earthrealm zu töten. Außerdem gilt Raidens Schutz nur für die Seele, nicht für den Körper, und so müssen seine auserwählten Krieger gegen die Vernichtungstruppen kämpfen und Shao Kahn zurückschlagen. Mit seiner endgültigen Niederlage wird jeder Mensch auf Earthrealm wiederhergestellt.

## Fun-Facts
Farbiges Blut je nach Kämpfertyp: Mortal Kombat 3 verwendete erstmals in der Serie mehrere Blutfarben: Menschen vergossen rotes Blut, die Shokan-Charaktere Sheeva und Motaro zeigten grünes Blut, und die drei Roboter-Ninjas (Cyrax, Sektor, Smoke) verloren eine schwarze Flüssigkeit – vermutlich Öl.
Forden-Easter Eggs ("Frosty!" und "Crispy!"): Bei Mortal Kombat 3 erscheint Komponist Dan Forden als Easter Egg mit der Sequenz „Frosty!“, wenn Sub-Zero einen Gegner im "Danger Mode" einfriert. In Ultimate Mortal Kombat 3 ruft er „Crispy!“, wenn bei einem Stage-Fatality in Scorpion’s Lair beide Spieler die High-Punch-Taste gedrückt halten.
Urbanes, westliches Design und Soundtrack: Statt asiatischer Mystik setzt Mortal Kombat 3 auf ein zeitgenössisches US-Design: urbane Arenen wie Highways, Bankgebäude und Dächer, ein Hiphop-Soundtrack der 90er Jahre, Cyborg-Kämpfer und vorgerenderte 3D-Hintergründe prägen den Look.